# Летонија на Европском првенству у атлетици на отвореном 2014.
Летонија је учествовала на Европском првенству у атлетици на отвореном 2014. одржаном у Цириху од 12. до 17. августа. Ово је осмо европско првенство у дворани од 1934. године од када је Летонија први пут учествовала. Репрезентацију Летоније представљало је 23 спортиста (11 мушкараца и 12 жена) који су се такмичили у 13 дисциплина (9 мушких и 8 женских).
На овом првенству Летонија није освојила ниједну медаљу али су оборена три лична рекорда и остварена 8 најбоља лична резултата у сезони. У табели успешности према броју и пласману такмичара који су учествовали у финалним такмичењима (првих 8 такмичара) Летонија је са 3 учесника у финалу заузела 27. место са 12 бодова.
| Пл. | Земља    | 1. место | 2. место | 3. место | 4. место | 5. место | 6. место | 7. место | 8. место | Бр. фин. | Бодови |
| --- | -------- | -------- | -------- | -------- | -------- | -------- | -------- | -------- | -------- | -------- | ------ |
| 27. | Летонија | -        | -        | -        | 1-5      | 1-4      | 1-3      | -        | -        | 3        | 12     |

## Учесници
| Мушкарци: - Роналд Арајс — 100 м - Дмитриј Јуркевич — 800 м, 1.500 м - Valerijs Zolnerovics — Маратон - Јанис Балтус — 400 м препоне - Арнис Румбениекс — 20 км ходање - Pauls Pujats — Скок мотком - Марекс Арентс — Скок мотком - Елвијс Мисанс — Скок удаљ - Роланд Штробиндерс — Бацање копља - Ainars Kovals — Бацање копља - Ansis Bruns — Бацање копља | Жене: - Gunta Latiševa-Cudare — 400 м - Агата Страуса — 1.500 м - Јелена Прокопчука — 10.000 м - Полина Јелизарова — 3.000 м препреке - Лига Велвере — 400 м препоне - Мара Грива — Скок удаљ - Ајга Грабусте — Скок удаљ - Лаума Грива — Скок удаљ - Синта Озолина Ковале — Бацање копља - Мадара Паламејка — Бацање копља - Лина Музе — Бацање копља - Лаура Икаунијеце-Адмидина — Седмобој |  |

## Резултати

### Мушкарци
| Атлетичар            | Дисциплина    | Лични рекорд | Квалификације | Квалификације | Полуфинале            | Полуфинале           | Финале                | Финале                | Детаљи |
| Атлетичар            | Дисциплина    | Лични рекорд | Резултат      | Место         | Резултат              | Место                | Резултат              | Место                 | Детаљи |
| -------------------- | ------------- | ------------ | ------------- | ------------- | --------------------- | -------------------- | --------------------- | --------------------- | ------ |
| Роналд Арајс         | 100 м         | 10,18 НР     | 10,41 кв, ЛРС | 5. у гр. 2    | 10,52                 | 5. у гр. 2           | Није се квалификовао  | 20 / 36 (37)          |        |
| Дмитриј Јуркевич     | 800 м         | 1:46,44      | 1:50,12       | 9. у гр. 1    | Није се квалификовао  | Није се квалификовао | Није се квалификовао  | 30 / 34               |        |
| Дмитриј Јуркевич     | 1.500 м       | 3:37,35 НР   | 3:45,92 ЛРС   | 12. у гр. 2   |                       |                      | Није се квалификовао  | 23 / 31 (32)          |        |
| Valerijs Zolnerovics | Маратон       | 2:14:33 НР   |               |               |                       |                      | 2:15:56 ЛРС           | 12 / 50 (72)          |        |
| Јанис Балтус         | 400 м препоне | 50,95        | 50,89 КВ, ЛР  | 4. у гр. 5    | 50,96                 | 8. у гр. 1           | Није се квалификовао  | 23 / 36               |        |
| Арнис Румбениекс     | 20 км ходање  | 1:24:18      |               |               |                       |                      | 1:27:07               | 23 / 28 (34)          |        |
| Pauls Pujats         | Скок мотком   | 5,54         | Без пласмана  | Без пласмана  |                       |                      | Нису се квалификовали | Нису се квалификовали |        |
| Марекс Арентс        | Скок мотком   | 5,62         | Без пласмана  | Без пласмана  |                       |                      | Нису се квалификовали | Нису се квалификовали |        |
| Елвијс Мисанс        | Скок удаљ     | 8,05         | 7,79 кв       | 5. у гр. А    | 7,76                  | 10 / 29 (30)         |                       |                       |        |
| Роланд Штробиндерс   | Бацање копља  | 83,10        | 76,16         | 7. у гр. А    | Нису се квалификовали | 16 / 30 (32)         |                       |                       |        |
| Ainars Kovals        | Бацање копља  | 81,28        | 77,70         | 4. у гр. Б    | Нису се квалификовали | 14 / 30 (32)         |                       |                       |        |
| Ansis Bruns          | Бацање копља  | 83,02        | 81,04 КВ      | 4. у гр. Б    | 72,25                 | 11 / 30 (32)         |                       |                       |        |

### Жене
| Атлетичарка           | Дисциплина       | Лични рекорд | Квалификације   | Квалификације | Полуфинале            | Полуфинале            | Финале                | Финале                | Детаљи |
| Атлетичарка           | Дисциплина       | Лични рекорд | Резултат        | Место         | Резултат              | Место                 | Резултат              | Место                 | Детаљи |
| --------------------- | ---------------- | ------------ | --------------- | ------------- | --------------------- | --------------------- | --------------------- | --------------------- | ------ |
| Gunta Latiševa-Cudare | 400 м            | 52,76        | 53.37 ЛРС       | 6. у гр. 1    | Није се квалификовала | Није се квалификовала | Није се квалификовала | 23 / 36 (37)          |        |
| Агата Страуса         | 1.500 м          | 4:11,27      | 4:17,61         | 10. у гр. 1   |                       |                       | Није се квалификовала | 22 / 25               |        |
| Јелена Прокопчука     | 10.000 м         | 30:38,78 НР  |                 |               |                       |                       | 32:34,03 ЛРС          | 11 / 24 (26)          |        |
| Лига Велвере          | 400 м препоне    | 57,02        | 57,43 кв        | 4. у гр. 2    | 56,87 ЛР              | 4. у гр. 2            | Није се квалификовала | 13 / 24 (26)          |        |
| Полина Јелизарова     | 3.000 м препреке | 9:27,21 НР   | 9:52,58 КВ, ЛРС | 4. у гр. 2    |                       |                       | Није завршила трку    | Није завршила трку    |        |
| Мара Грива            | Скок удаљ        | 6,59         | Без пласмана    | Без пласмана  |                       |                       | Није се квалификовала | Није се квалификовала |        |
| Лаума Грива           | Скок удаљ        | 6,86         | 6,14            | 12. у гр. Б   | Није се квалификовала | 23 / 27 (28)          |                       |                       |        |
| Ајга Грабусте         | Скок удаљ        | 6,69         | 6,55 КВ         | 3. у гр. Б    | 6,57                  | 5 / 27 (28)           |                       |                       |        |
| Синта Озолина Ковале  | Бацање копља     | 64,38        | 59,47 КВ        | 4. у гр. А    | 57,82                 | 11 / 22               |                       |                       |        |
| Мадара Паламејка      | Бацање копља     | 66,15 НР     | 57,86 КВ        | 5. у гр. Б    | 62,04                 | 4 / 22                |                       |                       |        |
| Лина Музе             | Бацање копља     | 61,97        | 53,42           | 11. у гр. Б   | Није се квалификовала | 19 / 22               |                       |                       |        |

Седмобој
| Дисциплина    | Лаура Икаунијеце-Адмидина | Лаура Икаунијеце-Адмидина | Лаура Икаунијеце-Адмидина | Лаура Икаунијеце-Адмидина | Лаура Икаунијеце-Адмидина | Лаура Икаунијеце-Адмидина |
| Дисциплина    | Лич. рек.                 | Резултат                  | Бод.                      | Плас.                     | Укупно                    | Плас.                     |
| ------------- | ------------------------- | ------------------------- | ------------------------- | ------------------------- | ------------------------- | ------------------------- |
| 100 м препоне | 13,44                     | 13,61                     | 1.034                     | 10                        |                           |                           |
| Скок увис     | 1,84                      | 1,82                      | 1.003                     | 5                         | 2.037                     | 7.                        |
| Бацање кугле  | 13,00                     | 12,58                     | 700                       | 22                        | 2.737                     | 12.                       |
| 200 м         | 24,08                     | 24,75                     | 910                       | 10                        | 3.647                     | 10.                       |
| Скок удаљ     | 6,31                      | 6,20 ЛРС                  | 912                       | 5                         | 4.559                     | 9.                        |
| Бацање копља  | 53,73                     | 51,30 ЛРС                 | 885                       | 5                         | 5.444                     | 7.                        |
| 800 м         | 2:11,83                   | 2:16,90                   | 866                       | 11                        |                           |                           |
| Седмобој      | 6.414                     |                           |                           |                           | 6.310                     | 6 / 20 (24)               |